# Gaïnas
Gaïnas (en grec Γαινᾶς) est un général goth ambitieux au service de l'Empire romain d'Orient sous les règnes de Théodose Ier et d'Arcadius. Il meurt en décembre 400 après avoir été poussé à la fuite par l'entremise d'Eudoxie.

## Biographie
Gaïnas commence sa carrière comme simple soldat, mais commande le contingent barbare de l'armée de Théodose contre l'usurpateur Eugène en 394 avec Bacurius d'Ibérie lors de la bataille de la rivière froide. En 395, il s'allie à Stilicon et Eutrope pour provoquer la chute de Rufin, et en récolte les fruits en devenant comes rei militaris. Nommé en 399 magister utriusque militiae, il est envoyé combattre le chef goth Tribigild, mais s'entend en fait avec ce dernier et provoque ainsi la chute d'Eutrope. La faction anti-germanique de la cour représentée par Aurélien s'étant momentanément emparé du pouvoir, Gaïnas obtient l'exil de ce dernier, et avec l'appui de Kaisarios, ex-préfet du prétoire, il entre à Constantinople avec une armée de Goths. L'opposition religieuse entre les Goths ariens et la population chrétienne de la capitale est attisée par le patriarche Jean Chrysostome puis par Synésios de Cyrène. 
Le 12 juillet 400, incitée par l'impératrice Eudoxie qui le trouve trop dangereux, la population constantinopolitaine massacre un contingent de troupes de Gaïnas qui, paniqué, se retire en Thrace. Un autre général goth, Fravitta est envoyé à sa poursuite, mais Gaïnas est tué en voulant passer le Danube par le chef hun Uldin qui renvoie sa tête à Constantinople le 12 décembre 400. Le parti goth de Constantinople est ainsi défait et Arcadius célèbre cette victoire en faisant élever sur le forum qui porte son nom une colonne dont les bas-reliefs représentent la fuite et la défaite des Goths de Gaïnas.